# Verbo copulativo
El verbo copulativo (del latín copŭla: 'gancho', 'puente' o 'vínculo') es un tipo de verbo (en español, ser, estar o parecer) que algunas lenguas poseen para construir la llamada predicación nominal del sujeto de una oración: el sujeto se une con este verbo a un complemento obligatorio llamado atributo que por lo general determina alguna propiedad, estado o equivalencia del mismo, por ejemplo: "Este plato es bueno". "Juan está casado". "Ese fue el culpable". Forma las llamadas oraciones copulativas o atributivas.

## Características
El verbo copulativo apenas posee significado, por lo cual por sí solo no informa o añade información a la oración (por ejemplo, si transformamos "la mesa verde" en "la mesa es verde" el verbo "es" no aporta nada). Por eso se dice que funciona como un mero nexo ('cópula', 'gancho') para unir el atributo al sujeto de forma equivalente casi a su mera yuxtaposición: "este plato es bueno" equivale casi a "plato bueno". En español los verbos copulativos son tres: ser, estar y parecer. Y, aunque no suele expresar de por sí acción o proceso alguno (como sí hacen los demás verbos, llamados predicativos), el verbo copulativo sirve para señalar equivalencia o igualar al sujeto con el atributo: "Él es mi padre" = "Mi padre es él". La falta de significado del verbo copulativo en el predicado nominal de que es parte hace que no ejerza como núcleo del mismo: dicha función pasa a desempeñarla el atributo. Por otra parte, como carece de significado y no indica acción o proceso alguno, los verbos copulativos se usan también a veces como verbos auxiliares para formar la voz pasiva o para construir algunas perífrasis verbales. No se pueden considerar estrictamente verbos copulativos a una serie de verbos pseudocopulativos o semipredicativos (semejar, resultar, permanecer, quedarse, ponerse, volverse, hacerse, tornarse, seguir, encontrarse, sentirse, mostrarse, hallarse, revelarse... algunos gramáticos incluyen incluso el verbo parecer) que, aun siendo muy similares a los copulativos, no están semánticamente vacíos, sino que conservan algo de significado. Por ello en vez de llevar atributos estos verbos llevan complementos predicativos. Los verdaderos verbos copulativos reflejan solo matices de tipo aspectual y no propiamente semánticos y léxicos.

## Verbo copulativo en español
Tradicionalmente se han reconocido en el español dos clases de verbos predicativos (transitivos e intransitivos), muy numerosos, pero tan solo tres verbos copulativos: ser, estar y parecer. Los verbos copulativos nunca pueden llevar complemento directo; en cambio, llevan un complemento obligatorio llamado atributo que suele ser frecuentemente un sintagma nominal o adjetival y más raramente otros, y que representa un estado, esencia o cualidad del sujeto. Pueden llevar asimismo cualquier otro tipo de complemento, salvo el predicativo y el agente. 
El atributo del verbo copulativo se suele reconocer porque es sustituible plenamente por "LO" tenga el género y el número que tenga. Por demás, algunos adjetivos en función de atributo suelen cambiar de significado si su verbo copulativo es ser o es estar: listo, bueno, malo, vivo, fresco, católico, atento, delicado, despierto, joven, limpio, verde, seguro, negro, molesto, decente, parado.
Por otra parte, el verbo ser se ha gramaticalizado como parte de algunos nexos o marcadores del discurso y como tal ha perdido en ellos su carácter verbal, por ejemplo, en "es más", "es decir", "esto es", "o sea"...

### El verboser
El verbo ser en español conserva unos pocos usos como verbo predicativo que tiene significado:
1. En expresiones hechas como Érase una vez .... ¿Es a mí?. ¡Eso es!
2. Con el significado de "suceder", "ocurrir", "acaecer", "acontecer", "tener lugar": El accidente fue en la carretera. Es que estoy cansado. Hoy es siempre todavía (Antonio Machado)
3. Cuando es impersonal, esto es, carece de sujeto recuperable: Es tarde.
4. Cuando significa "existir": El ser es, el no ser no es (Parménides).

La mayor parte de las formas de la conjugación del verbo ser del español provienen del latín vulgar essere, en latín culto esse, que a su vez procede del verbo indoeuropeo ésm; pero para el infinitivo se tomó la de sedere ('estar sentado'), y así en castellano antiguo se dijo seer, forma hoy en desuso y abreviada a ser. La mayor parte de su conjugación (excepto el participio, el gerundio, el futuro y condicional simples del indicativo y, quizás, el presente de subjuntivo) proceden de las correspondientes del verbo en latín vulgar. Algunas formas no se usan hoy, como el participio de presente ens, entis que en castellano se conserva solo como nombre común (ente) o como sufijo de algunos adjetivos con el significado de "que es": "Amante" = "que es amador"; "invidente" = "que no es veedor". Tampoco tiene circulación el participio de futuro, futurus -a -um. Por otra parte, el verbo ser se usa también no como copulativo, sino como auxiliar en la formación de la pasiva analítica del español, en compañía de un participio que, por tanto, no funciona como atributo, sino como verbo núcleo del sintagma verbal: "La circulación fue desviada por el agente". Por otra parte, el carácter desemantizado del verbo "ser" hace que se utilice también como verbo auxiliar y "estar" en perífrasis verbales como estar + gerundio.
Entre las variantes combinatorias del verbo ser está la de ser el único verbo que se puede omitir en castellano, [cita requerida] ya que es el verbo mínimo o menos significativo de todos y por lo tanto puede sobreentenderse siempre. De ahí, también, que muchos atributos puedan presentarse sin que el verbo copulativo se muestre en la estructura superficial de la frase: "Ese chico tenía sucia la camiseta".
El verbo ser es semánticamente perfectivo: indica que no es posible tiempo interior alguno en el significado de la predicación: "La pared es frágil". El verbo estar, por el contrario, es semánticamente imperfectivo: indica que existe tiempo interior en la predicación, y, por tanto, existe un proceso anterior y/o ulterior del que pueda ser resultado esta: "La pared está frágil". Otro ejemplo: "La pared fue frágil", entenderíamos que ya no sea frágil (pero no porque ya no haya pared). En cambio: "La pared estaba frágil", entenderíamos que ya no esté frágil, pero no porque ya no exista este atributo (fragilidad).

### El verboestar
Caracteriza a las lenguas española y portuguesa poseer un segundo verbo copulativo semánticamente imperfectivo que señala tiempo interior en la acción, estar. El verbo estar señala acciones imperfectivas, esto es, de duración no limitada y que pueden producirse sin llegar a su término temporal. En español se emplea cuando el hablante piensa que la cualidad es resultado de un devenir, real o supuesto y basta para usarlo con que, al enunciar una cualidad, haya en nuestro pensamiento una leve suposición de que ha podido ser causada por una acción o cambio, por algún devenir. Por ejemplo, se puede decir "él está cansado" pero no "él es cansado". Por la misma razón no podemos decir "el cielo es nublado" a no ser que nos refiramos a un cuadro. Ser expresa cualidad inherente ("Ana es guapa", ingénitamente) y estar accidental ("Ana está guapa", esto es, ahora). Ser expresa también solo permanencia ("es pobre") y estar transitoriedad ("está pobre", esto es, solo ahora)
Estar también puede usarse como verbo predicativo cuando indique 'estar en un lugar' o 'estar presente'. Por ejemplo: ¿Está Javier? Ayer estuve en Madrid. Entonces no lleva atributo alguno.

### El verboparecer
El verbo parecer se usa no pocas veces como verbo copulativo ("Pedro parece listo"), pero también posee usos como verbo predicativo cuando significa "tener / guardar parecido con algo o alguien" o "semejar". Por ejemplo: Se parece a él. Me ha parecido que llamaban. En estas construcciones predicativas no hay atributo alguno.

### Verbos pseudocopulativos o semicopulativos
Además de los verbos estrictamente copulativos como ser y estar (algunos autores dicen que parecer también lo es), hay verbos pseudocopulativos (de "pseudo", 'falso' en griego, y "copulativo") que admiten construcciones en las que se atribuyen alguna propiedad a un sujeto de una manera similar a como el complemento atributivo o atributo lo hace en una oración estrictamente copulativa. Estos verbos se llaman verbos pseudocopulativos o semicopulativos y son, entre otros: resultar, permanecer, quedarse, hacerse, ponerse, etc. En las construcciones en las que intervienen el verbo de unión solo matiza el modo en que se atribuye dicha propiedad. Algunos ejemplos son:
María se quedó un poco sorprendida.
Mis amigos se pusieron muy nerviosos.
No forman oraciones copulativas, sino semipredicativas y no suelen llevar atributos, sino complementos predicativos. Para algunos autores, parecer es un verbo pseudocopulativo, ya que sí aportaría algo de contenido semántico, a diferencia de ser y estar, que no contribuyen semánticamente. Otros autores también consideran verbos copulativos o semicopulativos a los verbos semejar y resultar. También es pseudocopulativo el verbo andar + adjetivo (en construcciones como andar preocupado, andar despistado, etc.).

## Sintaxis
La gramática generativa analiza la estructura interna de las oraciones sugiriendo que responden a alguna variante del siguiente esquema:
```
  SC(complementado)
 /  \
SX  C'
   / \
  Cº ST(tiempo)
     / \
    SN  T'
       / \
      Tº  SV/SN

```

Una oración con verbo copulativo sería una oración en la que en lugar de un sintagma verbal (SV) existe un sintagma nominal (SN), lo cual significa que no habría sintagma verbal, lo cual no impide que haya inflexión de tiempo (Tº). Esta peculiaridad del verbo copulativo no podía ser explicada de manera tan natural en otras teorías sobre la estructura de la oración que no distinguían entre el sintagma de tiempo (ST) y el sintagma verbal (SV). Así la oración: Mi abuelo era médico podría analizarse como:

{\displaystyle [_{ST}\ [_{SN}\ \operatorname {Mi\ abuelo} ][_{T'}\ [_{T^{0}}\ {\mbox{era}}]\ [_{SN}\ \operatorname {m{\acute {e}}dico} ]]]}

Así la diferencia entre predicación nominal y predicación verbal en este modelo consiste en que la primera es un ST que no contiene un SV, y la segunda es un ST que contiene un SV.

### Concordancia
Gracias a que en una oración con verbo copulativo el sujeto c-comanda al atributo, el sujeto tiene manera de imponer condiciones de concordancia al atributo. De hecho, en la mayoría de lenguas indoeuropeas con concordancia entre adjetivo y nombre y que simultáneamente tienen verbos copulativos, atributo y adjetivo, concuerdan en género y número.

### Verbos de ascenso
Algunos verbos de ascenso son considerados por algunos gramáticos como verbos copulativos, con poco significado léxico. Entre ellos están los verbos parecer, semejar, resultar en español. Si bien su análisis como copulativos permite explicar la concordancia entre el sujeto y el atributo de estos verbos, su análisis como verbos de ascenso sugieren que el sujeto de la predicación nominal experimenta un movimiento sintáctico hasta la posición anterior al verbo, lo cual da a toda la estructura una apariencia copulativa. De hecho, algunos autores han sostenido que en realidad todos los verbos copulativos son realmente verbos de ascenso, esta conjetura es compatible con los hechos observados aunque puede prescidirse de ella.

## Verbos copulativos en otros idiomas

### Lenguas sin verbos copulativos
La mayoría de las lenguas del mundo carece de verbos copulativos. En esas lenguas la predicación nominal se realiza por yuxtaposición (chino, lenguas austroasiáticas, lenguas utoaztecas, etc.) o añadiendo flexión de persona al atributo. En el siguiente enunciado del náhuatl se aprecia una oración de relativo que está yuxtapuesta al predicado:
[in ti.ki.tta cihuatl] no.nāntzin
esa tú-la-ves mujer mi-madre
'[la mujer que ves] es mi madre'
En húngaro solo en las terceras personas no se usa el verbo copulativo:
Én mérnök vagyok (literalmente: 'Yo ingeniero soy.') "Yo soy (un) ingeniero".
Ő mérnök (literalmente: 'Él ingeniero.') "Él es (un) ingeniero".
Sucede lo mismo en algunas lenguas eslavas, como el ruso.